# 宋德 (成化進士)
宋德（1436年—？），字世隆，陝西鳳翔府岐山縣人，民籍，明朝政治人物。進士出身。

## 生平
早年出身國子生，成化十年（1474年）甲午科陝西鄉試第六十二名。成化十一年（1475年）乙未科會試第二百五十六名，殿試登進士第三甲第八十六名。授温縣知縣，十六年四月擢试監察御史，十七年五月实授浙江道御史，二十三年二月升四川按察司佥事，弘治六年（1493年）三月升四川副使。

## 家族
曾祖父宋克敬。祖父宋禮。父亲宋秉彜。母朱氏。慈侍下。娶李氏。